# Денні Браун (репер)
Денні Браун (справжнє ім'я Деніел С'юелл) (народився 16 березня 1981 р.) — американський незалежний репер. Його альбом 2011 р. XXX отримав схвальні відгуки від музичних критиків та безліч нагород, зокрема перше місце в рейтингу «Альбом року» журналу Spin та звання «Виконавець року» від Metro Times. Браун часто носить взуття Adidas дизайнера Джеремі Скотта й шкіряний жакет від лейблу Fools Gold Records. Свого часу канал MTV назвав його «одним з найнезвичайніших реперів за останні кілька років». Промо-сингл «Grown Up» посів 41-шу сходинку списку найкращих пісень 2012 за версією журналу Rolling Stone.

## Біографія

### 1981—2009: Ранні роки, початок кар'єри
Репер народився та виріс у Детройті, штат Мічиган. Мати Брауна — афроамериканка (на момент появи сина: 17 років, її чоловіку, хаус-діджею: 16), батько — наполовину філіппінець. Репер почав римувати у дуже ранньому віці після того, як матір прочитала йому книжки доктора С'юза. Батько познайомив Денні з музикою, яка звучала під час його виступів, а також з творчістю Роя Еєрса, LL Cool J та A Tribe Called Quest. Браун хотів стати репером з самого дитинства: «У дитсадку я сказав, що хочу стати репером, проте люди лише сміялися з мене. Вони казали, це доволі дивна робота».
Молоді батьки зробили все можливе, щоб сховати його від вуличної злочинності Детройта та гангстерського життя: «Мої батьки справді не хотіли, щоб я проводив багато часу надворі. Вони з усіх сил намагалися втримати мене вдома, наприклад найновішою на той час відеогрою. […] Тож я вислизав і зникав приблизно на 4 дні». Бабусі допомагали сім'ї. Бабця з боку матері працювала на Chrysler, придбала 4-5 будинків. «Вони досі у нас. Вона володіє трьома будинками вряд в одному кварталі. Вона виростила 3 власних дітей і безліч чужих у середньому будинку; за лівий вона заплатила в 90-х давнішньому сусіду; правий успадкувала після смерті батьків». Бабуся також володіла двома іншими будинками в східній частині Детройта, де виріс Денні Браун і його родина. У п'ятому будинку, який також розташований у східній частині, мешкала тітка із сім'єю. Репер часто отримував на горіхи, попри те, що він був найстаршим з-поміж 2 братів і молодшої сестри. Пізніше виконавець переїхав з району Декстера-Лінвуда до Метро-Детройта.
У 18 років Браун став наркоторговцем, оскільки його друзі також займались цим. Як тільки він досяг певного віку, батьки розлучилися. На час першої проблеми із законом репер сильно звик до такого способу життя. Він планував зав'язати після першої судової справи. Проте цього не сталося. Брауна звинуватили у розповсюдженні, виробництві й володінні наркотиків з метою збуту. Реперу на той час було 19. Виконавець порушив умови дострокового звільнення, коли його вдруге спіймали з марихуаною. Браун не прийшов до суду й іґнорував повістку щонайменше впродовж 5 років. У цей час репер почав серйозно займатися музикою. Після затримання йому призначили 8 місяців арешту. У 2007 він вийшов з в'язниці й перші 2 місяці не мав грошей. Репер відвідав Нью-Йорк, став записуватися в студії.
Браун розпочав свою кар'єру у реп-гурті Rese'vor Dogs, до складу якого увійшли земляки Chip$ і Dopehead. У 2003 р. тріо видало на лейблах Ren-A-Sance Entertainment та F.B.C. Records незалежний альбом Runispokets-N-Dumpemindariva. Влітку 2003 р. їхній сингл Yes потрапив до етеру детройтської радіостанції. Через певний час на Денні звернув увагу Тревіс Каммінґс, A&R Roc-A-Fella Records. Браун поїхав до Нью-Йорка для запису на найкращих студіях США. Проте співпраця з лейблом не стала тіснішою, Денні повернувся назад до Детройта, де він познайомився з продюсером Ніком Спідом.

### 2010:The Hybrid
У 2010 р. Браун затоваришував з Тоні Єйо з гурту G-Unit, разом вони записали мікстейп Hawaiian Snow. Внасдідок цього з'явилися чутки про підписання контракту з G-Unit Records. Проте за словами Денні, носіння ним вузьких джинсів не відповідадо іміджу G-Unit, тому 50 Cent відмовився укладати угоду.
Після виходу великої кількості мікстейпів, зокрема чотиьох із серії Detroit State of Mind, вашингтонський лейбл Rappers I Know видав його дебютний альбом The Hybrid. Саме на цій платівці Браун почав використовувати пронизливий голос. Перша пісня записана в такому стилі: «The Hybrid». Це й стало причиною назви релізу: «The Hybrid є наслідком початку співпраці з Гексом Мердером. Гекс на той час був моїм менеджером, я почав записуватися в студії Black Milk. […] Потім я познайомився з моїм приятелем Magnetic, він зв'язався зі мною й надав безкоштовний студійний час. Ми записувалися з 3 до 6 год. ранку, коли в студії нікого не було. Потім я зустрів Френка з Rappers I Know. Мені сподобалося, що він робив зі своїм блоґом».
У 2010 Браун також став підписантом бруклінського незалежного лейблу Fool's Gold Records: «Мій менеджер [Емека Обі] поцікавився з ким я хотів би укласти контракт. Я назвав два лейбли, XL і Fool's Gold. Він знав людей з Fool's Gold. Він побачив Ніка Кетчдабса у буріто-ресторані й запитав у нього про це, Нік пообіцяв відповісти пізніше. Торік, десь у березні Q-Tip і A-Trak снідали разом. A-Trak сказав Q-Tip, що він думав над моїм підписанням, Q-Tip підтримав цю ідею. A-Trak подзвонив мені й уклав зі мною контракт. Я зустрівся з Q-Tip, але я краще знаю Алі Шахіда, який є моїм наставником. У часи The Hybrid я познайомився з ним завдяки Френку з Rappers I Know… Ми довго розмовляємо по телефону».

### 2011—2012:XXX
Fool's Gold видали другу платівку XXX для безкоштовного завантаження. Обкладинка містить обличчя гуманоїда чи людини з літерами XXX на язиці. Над оформленням працював Даст Ла Рок, дизайнер лейблу. Журнал Spin назвав реліз хіп-хоп альбомом року. Платівка посіла 19-те місце списку найкращих альбомів 2011 р. за версією Pitchfork Media. Passion of the Weiss назвали реліз 6-им найкращим альбомом року.
28 листопада 2011 вийшов кліп «Blunt After Blunt». Режисер: американський репер ASAP Rocky, який також знявся у відео. У березні 2012 р. розпочалися спільні з Childish Gambino гастролі. Цього ж року Браун з'явився на обкладинці журналу XXL, він увійшов до «Десятки новачків», куди також потрапили Hopsin, French Montana та Machine Gun Kelly. У лютому разом з Кендріком Ламаром потрапив на першу смугу весняного видання FADER. Через свій сайт музикант повідомив, що він виступатиме на 13-му щорічному фестивалі Gathering of the Juggalos. У 2012 Браун підписав угоду з Adidas.

### 2012-дотепер:Old

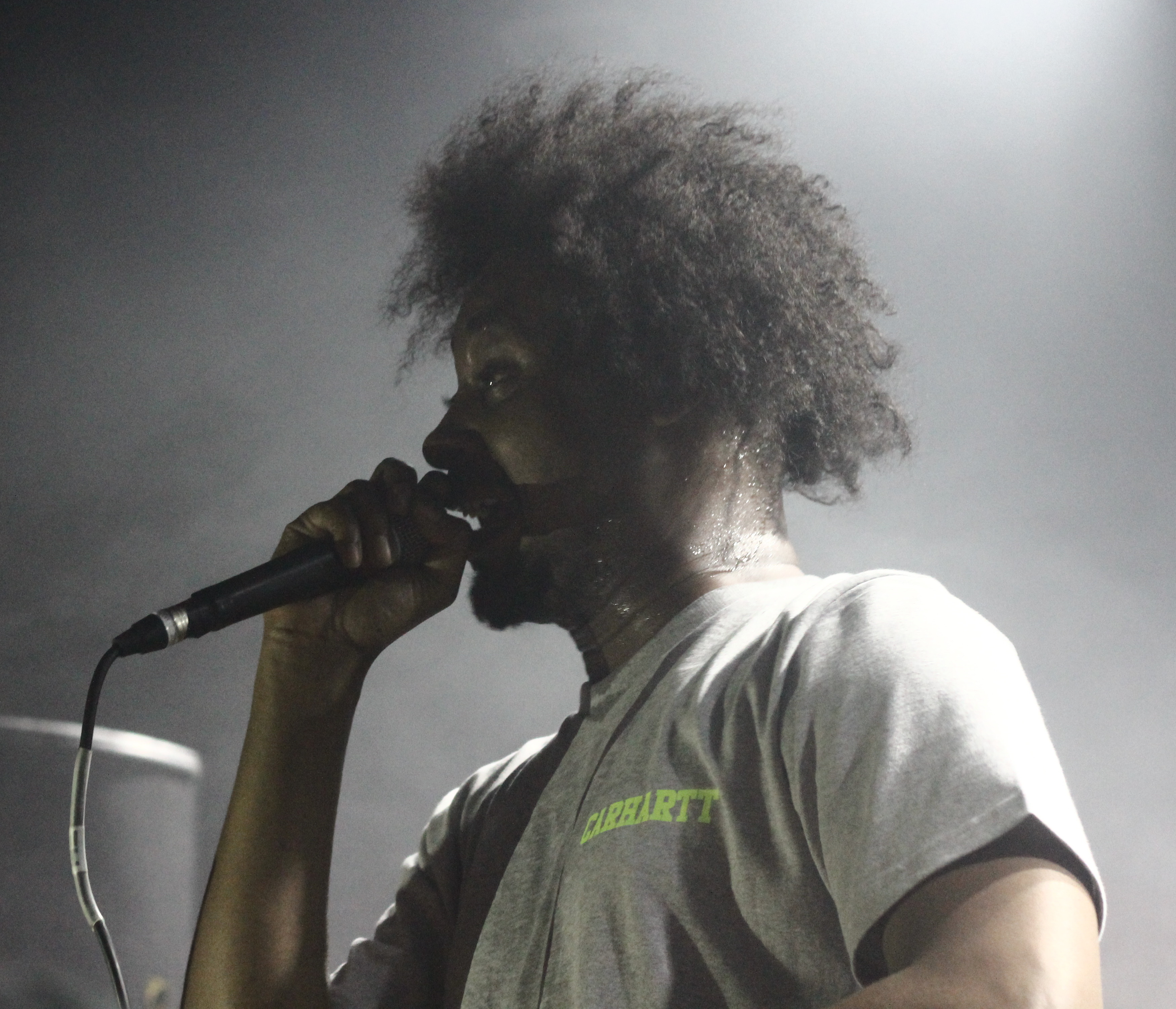
Денні Браун у 2014

У серпні 2012 було оголошено, що Браун працює над новим альбомом Danny Johnson, котрий повністю спродюсують Johnson&Jonson (Blu і Mainframe), однак Браун пізніше спростував ці чутки й заявив, що альбом видали для безкоштовного завантаження ще в 2010 під назвою It's a Art. У жовтні 2012 Браун з'явився на саундтреці стрічки «Залізний кулак» (англ. «The Man with the Iron Fists») на треці «Tick, Tock» разом з Raekwon, Джоеллом Ортізом і Pusha T.
24 жовтня 2012 після прем'єри кліпу на пісню «Witit» з делюкс-видання XXX та міні-альбому The OD EP журнал Complex знову згадав про майбутню платівку Danny Johnson. Браун через Twitter оприлюднив справжню назву, ODB. У вересні-листопаді разом зі Schoolboy Q та ASAP Mob брав участь у турі ASAP Rocky (40 концертів у США на підтримку Long. Live. ASAP). У грудні 2012 Браун оголосив про завершення роботи над ODB. Він пояснив, що гумор на альбомі буде відрізнятися від XXX і люди здивуються результату. Rolling Stone присвоїв синглу «Grown Up» 41-шу позицію рейтингу найкращих пісень 2012 р.
17 грудня в інтерв'ю Pitchfork репер оголосив нову платівки, Old (розшифрування літери «O» з ODB). Альбом вийде на Fool's Gold на фізичних носіях (на відміну від попередніх робіт). На той момент реліз зводили, він був готовий на 75 %. Запрошені гості: ASAP Rocky, Schoolboy Q, Ab-Soul, Kitty. Purity Ring спродюсував композицію, гук на котрій співає вокаліст Меґан Джеймс.
У січні анонсували виступ Брауна на фестивалі Коачелла 2013. Влітку 2012 хтось показав Кеті Ґріффін відео на YouTube. У спільному інтерв'ю для Noisey Денні Браун і ASAP Rocky, репери, з котрими вона не була знайома, заявили, що вони хотіли б зайнятися з нею сексом. Ґріффін запросила обох на своє ток-шоу «Kathy», в епізод присвячений Дню святого Валентинаю. 14 лютого виконавці й Рассел Бренд прийшли в гості, де вони грали в кості, гру під назвою «Suck breast? Kiss stomach?» і обговорили можливість завести дітей.
1 березня 2013 Браун і американський продюсер Baauer анонсували майбутній тур «Worst of Both Worlds». Перший концерт відбувся 9 квітня в Г'юстоні, штат Техас. У його рамцях обоє також зіграли на Коачеллі у два вихідних, другий з яких став останньою датою туру (20 квітня). 8 березня Браун оголосив ще один тур, «Old & Reckless», на підтримку нового альбому, разом з реп-виконавицею Kitty. Перша дата: 15 березня на SXSW. Після закінчення «Worst of Both Worlds» він разом з Kitty відвідав Сент-Луїс (штат Міссурі), Анн-Арбор (штат Мічиган), Нью-Йорк і Медісон (штат Вісконсин). Тур завершився 14 травня в Indiana's Deluxe, що в Індіанаполісі (штат Індіана). Цього ж місяця репер отримав нагороду Woodie Awards у номінації «Найкраще відео» («Grown Up»).
18 березня 2013 Браун повідомив через Twitter: Old вийде приблизно в той самий час, що й XXX, тобто у середині серпня. 23 березня стало відомо, що Браун підписав угоду з менеджерською компанією Goliath Artists (інші відомі клієнти: Eminem, Blink-182, Екшн Бронсон). 3 травня репер назвав через Twitter імена запрошених гостей на Old: Фредді Ґіббс, Schoolboy Q, Mr. Muthafuckin' eXquire, Scrufizzer, A$AP Rocky, Ab-Soul, Charli XCX, Purity Ring. Він також згадав продюсерів: Пол Вайт, Oh No, Rustie, Skywlkr, A-Trak, Дарк І. Фрікер, Френк Д'юкс. Після потрапляння до мережі незакінченої версії на початку року Браун відвідав Тіма Вествуда з BBC Radio 1xtra у червні 2013, щоб зробити офіційну прем'єру першого синглу «Kush Coma».
12 серпня Браун повідомив через Твіттер про свої сумніву щодо релізу Old. Репер пригрозив викласти платівку в інтернет. Згодом A-Trak, засновник Fool's Gold Records, заспокоїв, що Old є в планах лейблу й скоро варто очікувати новий відеокліп. 26 серпня репер анонсував через Твіттер дату випуску, 30 вересня. 3 жовтня Браун і A-Trak оголосили тур «Double Trouble».
У листопаді 2013 знявся в інтерактивному кліпі на «Like a Rolling Stone», сингл Боба Ділана 1965 року. У січні 2014 озвучив персонажа Джуманджі з епізоду «A/C Tundra» з першого сезону анімаційного телесеріалу «Lucas Bros. Moving Co.». В епізоді також використали його пісню «Witit». 22 січня приєднався на сцені до вокалістки Purity Ring Меґан Джеймс на Jimmy Kimmel Live!, він виконав «25 Bucks» з Old.

## Дискографія
Студійні альбоми
- The Hybrid (2010)
- XXX (2011)
- Old (2013)

## Нагороди
| Рік  | Нагорода      | Категорія      | Номінант   | Результат |
| ---- | ------------- | -------------- | ---------- | --------- |
| 2013 | Woodie Awards | Найкраще відео | «Grown Up» | Перемога  |